# フレフレ
「フレフレ」は、中川翔子の楽曲。2020年9月9日にSony Recordsから20枚目のシングルとして発売。7月11日に先行配信された。

## 概要
前作の「blue moon」から約2年ぶり、コラボレーションシングル「風といっしょに」から約１年ぶりのシングルリリースとなる。
表題曲「フレフレ」は、2020年7月よりTVアニメ『ハクション大魔王2020』の2クール目のエンディングテーマとして起用された。
仕様は初回生産限定盤（CD+DVD+グッズ）・通常盤の2形態で発売され、初回生産限定盤の付属品には中川がプロデュースするブランド「mmts」と「ハクション大魔王2020」のキャラクター、アクビちゃんがデザインされたＴシャツ（3種）がランダムで付属している。
表題曲の振り付けは「ねお」が担当しており、発売前に「フレフレダンス」動画が公開され、視聴者のダンス動画の募集がされた。採用された動画はMusicVideoに収録される予定である。
カップリング曲として2010年8月にリリースした「フライングヒューマノイド」のセルフカバーバージョンを収録。同曲リリースから10年後にあたり、冒頭の歌詞にある「十年先の未来」から発想を受けて今回新たにアコースティックアレンジで収録している。
完全生産限定盤を予約すると特典として、8月17日に豊洲PITで開催されるオンラインライブ「Shoko Nakagawa Live 2020 “いっしょに” ONLINE」の終演後に放送される「オンライン打ち上げ」の視聴権が得られる。

## 収録曲
CD
1. フレフレ [3:15]
作詞 - 中川翔子、岩里祐穂 / 作曲・編曲 - Hanazabu
  - TVアニメ『ハクション大魔王2020』エンディングテーマ
2. フライングヒューマノイド 2020 Ver. [4:46]
作詞・作曲・編曲 - 松隈ケンタ
3. フレフレ -Anime edit- [1:31]
4. フレフレ -Instrumental- [3:15]
5. フライングヒューマノイド 2020 Ver. -Instrumental- [4:45]

DVD
1. 「フレフレ」Music Video
2. TVアニメ「ハクション大魔王2020」エンディング映像（ノンクレジットver.）